# Rock and Love
Rock and Love (The Heights) est un feuilleton télévisé américain en treize épisodes de 42 minutes, créé par Eric Roth et Tony Spiridakis, produit par Aaron Spelling, dont seulement douze épisodes ont été diffusés du 27 août au 26 novembre 1992 sur le réseau Fox.
En France, le feuilleton a été diffusé à partir du 17 octobre 1993 sur M6. Il reste inédit dans les autres pays francophones.

## Distribution
- Jamie Walters (en) (VF : Alexandre Gillet) : Alex O'Brien
- Camille Saviola : Shelley Abramowitz
- Alex Désert : Stan Lee
- Charlotte Ross : Hope Linden
- Donnelly Rhodes : Harry Abramowitz
- Jon Cuthbert : Sean McDougall
- Shawn David Thompson : J.T. Banks
- Cheryl Pollak (en) : Rita MacDougal
- Tasia Valenza : Jodie Abramowitz
- Ray Aranha (en) : Mr Mike
- Ken Garito : Anthur « Dizzy » Mazelli
- Zachary Throne : Lenny Wieckowski

 Source et légende : version française (VF) sur RS Doublage

## Épisodes
1. La Découverte d'un ange (Talk to an Angel)
2. Juste une mise au point (Children of the Night)
3. La Rage de vivre (Decisions)
4. La Vedette (Natalie)
5. Retour aux sources (Shooting Stars)
6. Le Fossé des générations (Flashback)
7. On est si bien chez soi (So Hot)
8. Jeux amoureux (On the Road)
9. Jodie et Dizzy se marient (The Big Day)
10. Indépendance (Honeymoon)
11. Rita a de la visite (Strains)
12. Rivalité (Nightmares)
13. La Fin d'une époque (The Big Chance)